# Herbert Maxwell
Herbert Eustace Maxwell, född den 8 januari 1845, död den 30 oktober 1937, var en skotsk politiker och skriftställare.
Maxwell var 1880-1906 konservativ parlamentsledamot och 1886-92 en av skattkammarlorderna i Salisburys andra ministär. Han är författare till några romaner och en mängd historiska arbeten, som biografier över W.H. Smith (1893) och hertigen av Wellington (2 band, 1899), A history of Dumfriesshire and Galloway (1896), The house of Douglas (2 band, 1901), A century of empire (3 band, 1909-11) och The making of Scotland (1911). Han utgav även de för 1800-talets politiska historia betydelsefulla Creevey papers 1903.